# Tocobaga

Mapa del territori tocobaga.

Tocobaga (també Tocopaca) era el nom d'un cacicat, del seu cap i de la seva vila principal durant el segle xvi a l'àrea de la badia de Tampa. La gent de Tocobaga formava part de la cultura Safety Harbor. La vila estava a l'extrem nord del que ara s'anomena Old Tampa Bay, un braç de la badia de Tampa, que s'estén cap al nord entre l'actual ciutat de Tampa i comtat de Pinellas. La ciutat es creu que ha estat en el jaciment Harbor Safety. El nom Tocobaga també se sol aplicar als pobles que vivien als voltants de la badia de Tampa durant el primer període colonial espanyol (1513-1763), però els registres espanyols nomenen altres cacicats al voltant de la badia de Tampa.

## Segle XVI
L'àrea de la badia de Tampa va ser visitada pels exploradors espanyols en el període espanyol a Florida. En 1528, Pánfilo de Narváez probablement va desembarcar a la badia de Tampa, i podria haver passat pel territori del cacicat Tocobaga en el seu viatge cap al nord. L'expedició d'Hernando de Soto probablement va desembarcar al costat sud de la badia de Tampa en 1539, passà a través de la part oriental del territori de Safety Harbor després d'ocupar el poble d'Uzita. Garcilaso de la Vega (conegut com l'Inca), en la seva història de l'expedició de De Soto, relata que Narváez havia ordenat tallar el nas del cap d'Uzita', la qual cosa indica que els dos exploradors havien passat a través de la mateixa zona. Una altra ciutat prop d'Uzita trobada per de Soto era Mocoso, però l'evidència suggereix que, mentre Mocoso estava en l'àrea de la cultura Safety Harbor juntament amb Uzita i Tocobaga, els mocoso parlaven una llengua diferent, possiblement timucua.
L'expedició del Pare Luis de Cancer visità els nadius de la badia de Tampa en 1549 en un intent de convertir els vilatans pacíficament i reparar el dany fet pels exploradors anteriors. Tot i ser advertit d'evitar la perillosa costa del Golf, l'expedició va desembarcar al sud de la Badia de Tampa el maig de 1549. L'expedició hi va trobar indis aparentment pacífics i receptius que els van parlar de les moltes aldees poblades voltant de la badia de Tampa, i de Cancer va decidir anar cap al nord. En arribar a la zona de la badia, els membres de l'expedició van ser morts o capturats, i de Cancer va ser colpejat fins a la mort poc després d'arribar a terra. Hernando de Escalante Fontaneda, un nàufrag que va viure amb els indis del sud de Florida durant 1549-1566 i va ser rescatat dels calusa per Pedro Menéndez de Avilés, va descriure Tocobaga Abalachi (Apalachee) i Mogoso (Mocoço) com a "regnes separats" dels Calusa. En el moment de l'expedició de De Soto Ucita i Mocoço eren subjectes a un cap anomenat Urriparacoxi o Paracoxi (també recollit com Urribarracuxi). De Soto marxà al poble de Paracoxi, que sembla haver estat a l'interior de la badia de Tampa, on va trobar conreus de blat de moro (el poble Safety Harbor va fer poc o cap ús de blat de moro).
El nom "Tocobaga" apareix per primer cop en els documents espanyols en 1567, quan Pedro Menéndez de Avilés va visitar el que gairebé segur era el lloc Safety Harbor. Menéndez havia contactat amb els calusa i va arribar a un acord amb Carlos, el 'rei' calusa, incloent un "matrimoni" amb la germana de Carlos. Com Carlos estava ansiós per obtenir un avantatge sobre els seus enemics tocobaga, Menéndez va prendre Carlos i 20 dels seus guerrers per Tocobaga en un vaixell. Menéndez va persuadir els tocobaga i Carlos de fer la pau. Va rescatar alguns europeus i una dotzena de caluses presos com a esclaus pels tocobaga. Menéndez va deixar una guarnició de 30 homes a Tocobaga per encoratjar a la gent de la ciutat a convertir-se al cristianisme, i tornà Carlos i els altres calusa a la seua ciutat. En gener de 1568 els vaixells que enviaren subministraments a la guarnició de Tocobaga van trobar la ciutat deserta, i tots els soldats espanyols morts.

## Història posterior
En 1608 una aliança de Pohoy i Tocobaga podia haver amenaçat els Potano que s'havien convertit al cristianisme. En 1611 un grup d'atac dels dos cacicats va matar alguns indis cristianitzats que transportaven subministraments a la missió espanyola (Cofa) a la desembocadura del riu Suwannee. En 1612 els espanyols va posar en marxa una expedició de càstig pel riu Suwannee i al llarg de la costa del Golf, atacant Tocobaga i Pohoy, matant molts dels seus habitants, incloent ambdós els caps. Tocobaga es va afeblir per l'atac espanyol, i Pohoy es va convertir en la potència dominant a la badia de Tampa durant un temps.
En 1677 un oficial espanyol que inspeccionava les missions a la Província Apalachee va visitar un poble Tocobaga que vivia al riu Wacissa a una llegua de la missió de San Lorenzo de Ivitachuco. No hi ha constància de quan els Tocobaga s'instal·laren al riu Wacissa, però sembla haver-hi estat un temps. Quan l'oficial espanyol va criticar els Tocobaga per haver viscut en una província cristiana "durant molts anys", sense haver-se convertit, van contestar que ningú havia vingut a ensenyar-los el cristianisme, però uns vint dels seus s'havien convertit en el seu llit de mort i estaven enterrats en la missió a Ivitachuco. Els Tocobaga es dedicaven a transportar productes agrícoles de la província Apalaches a San Agustín, portant-la en canoes al llarg de la costa i fins al riu Suwannee i, probablement, el riu Santa Fe, on altres persones ho portaven per terra la resta del camí a San Agustín. El poble era a la llista novament en 1683, però no és clar el que va passar quan la província d'Apalache fou envaïda pels anglesos i els seus aliats indis en 1704. Quan els espanyols van tornar a San Marcos de Apalache en 1718 es van trobar amb uns tocobaga que vivien al llarg del riu Wacissa. El comandant espanyol va persuadir als tocobaga per passar a la boca del riu St Marks sota la protecció d'una bateria. A l'agost d'aquest any entre 25 i 30 Pohoys atacaren l'assentament tocobaga, matant-ne vuit i agafant-ne tres de presoners. Un petit nombre de tocobaga va seguir vivint als voltants de San Marcos durant la dècada de 1720 i 1730.
La població de Tocobaga va declinar seriosament al segle xvii, degut principalment a la propagació de malalties infeccioses portades pels europeus, a les quals tenien poca resistència. A més, totes les tribus de la Florida van perdre població a causa de les incursions dels creek i yamasee de finals del segle xvii. Les restes calusa, al sud de Tocobaga, es van veure obligats a l'extrem sud de Florida. Quan Florida va caure sota domini britànic el 1763 després de la derrota de França en la Guerra dels Set Anys, els calusa emigraren amb refugiats espanyols i foren reassentats a Cuba. En qualsevol cas, Tocobaga desaparegué dels registres històrics en el segle xviii.